# Legenda o księciu presławskim Sybinie
Legenda o księciu presławskim Sybinie (oryg. bułg. Легенда за Сибин, преславския княз) – powieść Emiliana Stanewa, opublikowana po raz pierwszy w 1968. Jej kontynuacją jest powieść Tichik i Nazariusz, napisana dziewięć lat później.
Powieść została wpisana do kanonu literatury bułgarskiej 1878-1988.
Na język polski utwór przetłumaczyła Teresa Dąbek-Wirgowa.

## Treść
Akcja utworu rozgrywa się na początku XIII wieku w Bułgarii.
Sybin jest ostatnim męskim potomkiem niegdyś znakomitego, obecnie wygasającego rodu protobułgarskiego. Wyznaje niemal zapomnianą religię protobułgarską, w szczególności potężnego i sprawiedliwego boga Tangrę, czyta księgi ezoteryczne. Nienawidzi chrześcijaństwa, w którym widzi wiarę niewolników, wrogo odnosi się również do Bizancjum, któremu zarzuca pozbawienie Bułgarów należnego im znaczenia. Równocześnie nękają go myśli o Bogu, diable i losie człowieka na ziemi i po śmierci.
Matka Sybina pragnie, by dla ratowania rodu ożenił się z piękną Kalomeą, bowiem pierwsza i ukochana małżonka księcia, piękna i silna Kotra, zmarła w czasie porodu. Sybin początkowo odrzuca tę myśl, gdyż dziewczyna należy do sekty bogomiłów. Dłuższe przebywanie z dziewczyną zmienia jednak ich wzajemne relacje. Obserwując Kalomeę, jej niezachwianą wiarę i pragnienie, by stać się po śmierci jednym z aniołów, książę zaczyna fascynować się jej wiarą i mieć nadzieję, że właśnie dzięki niej zostanie zbawiony. W ślad za nią Sybin udaje się do bogomilskiej gminy kierowanej przez mnicha, „doskonałego”, Sylwestra. Ku swojemu zdumieniu spotyka w niej swojego zbiegłego służącego, Tichika, który okazuje się jednym z heretyckich kapłanów.
Sylwester nie akceptuje obecności księcia w leśnej osadzie bogomiłów, a Kalomei nakazuje, w celu osiągnięcia duchowej doskonałości, ubierać się w nędzne szaty i ukrywać swoją urodę. Dziewczyna radzi księciu, by zamieszkał w lesie w pobliżu obozowiska i wytrwałą ascezą przekonał do siebie „doskonałego”, rozmawia z nim o grzechu i zbawieniu duszy. W tajemnicy spotyka się z nim, w końcu zostają kochankami. Kalomea nie wie, że w lesie podglądał ją Tichik, platonicznie w niej zakochany, marzący o wspólnym zbawieniu i życiu niebieskim.
Pewnego dnia Kalomea ostatecznie opuszcza wspólnotę i zamieszkuje razem z Sybinem: straciła wiarę w naukę bogomiłów po tym, gdy „doskonały” Sylwester nagle zmienił głoszone prawdy wiary, oznajmiając, że ani Bóg, ani Szatan nie istnieją, a o dusze ludzkie rywalizują jedynie ślepe siły tworzenia i zniszczenia. Kalomea zatraca się całkowicie w miłości do Sybina, oboje spędzają całe dnie, zajęci wyłącznie sobą. Księcia przeraża jednak fakt, jak łatwo kobieta straciła wiarę w to, co niegdyś było treścią jej życia. Kalomea przestaje go fascynować, a dawna miłość zamienia się w rozczarowanie.
Równocześnie osada bogomiłów zaczyna pogrążać się w anarchii; nowa nauka Sylwestra przekonała jej mieszkańców, że wobec nieistnienia Boga asceza i pobożność nie mają sensu. Wspólnotę postanawia ratować Tichik. Dawnego służącego przepaja również nienawiść wobec Kalomei, którą niegdyś uważał za świętą, a teraz, gdy widział ją szczęśliwą razem z Sybinem, uważa za oszustkę i sługę diabelską. Zebrawszy bogomiłów, przerażonych dochodzącymi wieściami o represjach wymierzonych w heretyków, przekonuje, że tylko zabójstwo dwojga sług diabła – Sybina i Kalomei – pozwoli gminie się uratować. Tłum daje wiarę jego słowom, napada na parę kochanków i związanych oraz pobitych porzuca w lesie.
Tichik odczytuje list napisany do innych gmin bogomilskich przez Sylwestra i odkrywa, że „doskonały” był zakochany w Kalomei. Domyśla się, że mnich będzie chciał uwolnić dziewczynę. Przybywa na miejsce samosądu, by ujrzeć, jak Sybin, któremu udało się wyzwolić z więzów, morduje Sylwestra. Tichik z przerażeniem patrzy w oczy zabitego duchownego. Tymczasem Sybin zanosi ciężko ranną dziewczynę do pieczary, w której żyli przez ostatnie tygodnie. Domyślając się, gdzie obydwoje się schronili, Tichik doprowadza na miejsce bogomiłów, którzy kamieniami zasypują wyjście z jaskini. Nie mając innej drogi ucieczki, Sybin rzuca się z umierającą kochanką na rękach do podziemnego strumienia, w nadziei, że nurt wyniesie ich na powierzchnię.
Tichik gromadzi bogomiłów i oznajmia, że Sylwester zginął, ukarany przez samego Boga. Członkowie gminy zgodnie uznają go za swojego nauczyciela i mianują nowym „doskonałym”.

## Cechy utworu

### Obraz bogomiłów
Legenda o księciu presławskim Sybinie oraz jej kontynuacja, Tichik i Nazariusz, ukazuje bogomiłów jako społeczność biedaków, ruch oparty na nienawiści do dawnych panów. Członkowie gminy bogomilskiej to ludzie ubodzy z powodów niezależnych od siebie, żyjący w poczuciu krzywdy. Odejście z niesprawiedliwego świata i wykreowanie własnej rzeczywistości ma być dla nich szansą na poprawę tej sytuacji, zaś gwarancją, że nowy świat będzie urządzony lepiej, ma być zachowanie surowej ascezy i dbałość o moralność. Szybko okazuje się jednak, że deklarowane dążenie do zbawienia było jedynie zasłoną dymną: heretykom chodziło w rzeczywistości o zwykłą poprawę bytu. Żadne zasady moralne i prawdy wiary głoszone przez gminę nie okazują się trwałe, a jej członkowie na przemian dążą do duchowej doskonałości i popadają w wulgarny hedonizm.
Szczególne miejsce w powieści zajmuje Tichik – dawny sługa Sybina, który staje się duchowym przywódcą heretyków. Bohater ten pełen jest kompleksów w odniesieniu do świata „panów”, którym był niegdyś podporządkowany. Chociaż głosi skomplikowane i górnolotne prawdy wiary bogomiłów, jego rzeczywiste credo sprowadza się do nienawiści wobec bojarów, rodów szlacheckich i hierarchów cerkiewnych, dopuszcza walkę z nimi w każdy możliwy sposób. Nie ma żadnych zahamowań, by wezwać do samosądu na Sybinie i Kalomei, pochodzących ze znienawidzonych warstw społecznych. Krok ten ugruntowuje jego władzę we wspólnocie, do której dążył. Dalsze losy Tichika i ostateczną jego klęskę ukazuje kontynuacja powieści.
Odmienny charakter ma postać Sylwestra, pierwszego przywódcy sekty. Kolejne doświadczenia życiowe skłaniają go do przewartościowywania prawd, których do tej pory nauczał. Zakochawszy się w Kalomei i pożądając jej, Sylwester nie walczy z zakazanym pragnieniem, lecz uznaje dawne dogmaty za błędne i formułuje zupełnie nowe. Ostatecznym rezultatem takiej refleksji jest ogłoszenie nieistnienia Boga i zastąpienie go rywalizującymi, bezosobowymi siłami. Tok myśli Sylwestra ukazany jest jako głębsze rozważania nad istotą świata, a nie tylko dostosowywanie głoszonej wiary do prywatnych potrzeb, co stawia tę postać w rzędzie godnych szacunku myślicieli, nieufnych wobec każdego gotowego systemu wartości. Jego działania przynoszą jednak katastrofę – to, co dla Sylwestra było poważną refleksją nad światem, dla zwykłych członków jego osady staje się pretekstem do nieokiełznanej rozpusty i wyrzeczenia się marzeń o transcendencji. W innej interpretacji, zaprezentowanej przez tę samą autorkę, los Sylwestra ukazuje przede wszystkim przyrodzoną słabość człowieka i tkwiące w nim zło. Głosząc surowe, oparte na manichejskim dualiźmie, prawdy wiary, Sylwester nie potrafi zachować wierności wobec nich w momencie próby. Jest bowiem wewnętrznie, jak każdy, egoistą, pragnie spełniać swoje pragnienia, a nie doskonalić się duchowo, nakładając na siebie ograniczenia. Zmiana dogmatów w tym ujęciu jest jedynie próbą ratowania własnego wizerunku przed samym sobą, przekonania samego siebie, że uleganie zabronionej pokusie nie było w rzeczywistości czynem nagannym.

### Postać księcia Sybina
Człowiekiem pozostającym w stanie niepokoju duchowego, stale poszukującym prawdy, jest również tytułowy książę Sybin. W miarę rozwoju akcji skłania się on ku różnym systemom wierzeń (od religii protobułgarskiej, poprzez wiarę bogomiłów, po zwątpienie i uznanie wszechpotęgi diabła, któremu towarzyszy żal z powodu wyrzeczenia się wiary w potężnego Tangrę). Sybin buntuje się przeciwko każdemu nauczaniu, jego specyficzna wrażliwość intelektualna nakazuje mu odrzucić każdy dogmat. Książę nie odnajduje w końcu ukojenia i do końca bez powodzenia szuka prawdy wśród sprzecznych wartości i przekonań. Symbolem dobrowolnego wykluczenia się przez Sybina z jakiejkolwiek społeczności jest zamieszkiwanie przez niego – a być może także śmierć – w pieczarze, która w różnych tradycjach religijnych i mitologiach była albo mieszkaniem ascety, dobrowolnie odchodzącego ze społeczności dla osiągnięcia zbawienia, albo siedliskiem diabła (tak też w utworze postrzegają ją bogomili).
Powieść nie rozstrzyga, czy Sybin zginął w podziemnej rzece, czy też zdołał się z niej wydostać. W finale narrator wspomina, że książę stał się bohaterem legend, przypisujących mu nieśmiertelność i wieczną tułaczkę po Bułgarii. Podkreśla to jego nieuniknioną samotność i błąkanie się w poszukiwaniu wartości, które mógłby przyjąć. 
Sytuacja Sybina ma w uniwersalny sposób obrazować położenie człowieka w świecie, gdzie wszystkie tradycyjne systemy wartości zostały zakwestionowane i porzucone. Kolejne wierzenia, osłabiając poprzednie, nie mogą zaspokoić tęsknoty za transcendencją. W ostatecznym rozrachunku okazuje się, że samotność człowieka jest nieunikniona, a świat, pozbawiony trwałych wartości, to pułapka, w której każdego czeka wyłącznie cierpienie. Sybin jest także ucieleśnieniem mitu Bułgara – wiecznego buntownika, walczącego o własną godność w świecie bez Boga. Podobny charakter ma postać głównego bohatera innej powieści Stanewa poświęconej bogomiłom – Antychrysta.
Aluzje literackie zawierają się ponadto w samym imieniu bohatera. Może ono nawiązywać do protobułgarskiego imienia Siwin, co zgadzałoby się z pochodzeniem etnicznym postaci. Sybin to również nazwa miasta w Rumunii, w którym w XIII w. istniała wspólnota bogomilska.

### Postać Kalomei
Imię głównej kobiecej bohaterki powieści Stanew zaczerpnął z okultystycznych Legend bogomilskich, wydanych w 1912 przez teozofa Nikołaja Rajnowa. Jedną z centralnych postaci tego tekstu jest Kalomain – córka Szatana i pramatki Ewy. 
W odróżnieniu od postaci, której imię zainspirowało Stanewa, Kalomea jest postacią pasywną, duchowo zależną od innych osób. Początkowo dziewczyna ślepo podąża za Sylwestrem; gdy ten odstępuje od dawnej nauki, równie silnie angażuje się w związek z Sybinem, wyrzekając się wszystkiego, w co dotąd wierzyła. Wyrazem tego jest gotowość zamieszkania w jaskini, którą bogomili uważali za siedlisko diabła; Kalomea widzi zresztą niekiedy samego Szatana właśnie w swoim kochanku. Sama nie ma żadnego wpływu na rzeczywistość, nie wpływa na duchowe poszukiwania księcia. Wyrazem braku znaczenia Kalomei dla filozoficznego, metafizycznego przesłania powieści jest fakt, że w przywołanej w finale legendzie o Sybinie-nieśmiertelnym buntowniku o towarzyszącej mu Kalomei nawet się nie wspomina.

## Recepcja
Wszystkie dzieła Stanewa, w których przewijał się wątek bogomiłów, zostały wysoko ocenione przez krytykę i cieszyły się znaczną popularnością wśród czytelników.